# Fuga dal futuro
Fuga dal futuro (Our Children's Children) è un romanzo di fantascienza di Clifford D. Simak del 1973.
La storia tratta un tema caro a Simak, l'incontro con gli alieni, questa volta intrecciato con l'artificio narrativo dei viaggi nel tempo.

## Storia editoriale
Il romanzo è stato pubblicato per la prima volta negli Stati Uniti in due puntate nei numeri di maggio/giugno e di luglio/agosto 1973 della rivista Worlds of If, ripubblicato in un volume unico nel 1974 per la casa editrice G. P. Putnam's Sons di New York.

## Trama
(Clifford D. Simak, Fuga dal futuro)
A Falls Church in Virginia, sotto gli occhi del fotoreporter Bentley Price, da un portale, apertosi all'improvviso, iniziano ad uscire migliaia di persone. Lo stesso sta avvenendo in altri duecento posti in tutto il mondo e il Governo degli Stati Uniti, con a capo il Presidente Samuel J. Henderson, si attiva immediatamente per fronteggiare l'emergenza, stimando che i profughi ammonterebbero a circa due miliardi. Steve Wilson, l'addetto stampa della Casa Bianca, si adopera per risolvere tutti i problemi, pur ignorando il motivo di quell'invasione pacifica fino a quando, Maynard Gale, il portavoce dei profughi, non viene ricevuto dal Presidente raccontando i motivi della fuga. Maynard e gli altri sono fuggiti dal futuro, esattamente dall'anno 2498 incapaci di difendersi dalla violenza dei mostri provenienti dallo spazio che, vent'anni prima, li avevano invasi. L'unica possibilità di sopravvivenza per la razza umana era quella di rifugiarsi nel passato, precisamentre nel MIocene, facendo una tappa nel ventesimo secolo per organizzare meglio l'esodo. Maynard chiede la collaborazione degli Stati Uniti e di tutti gli Stati industrializzati per costruire nuovi portali, fornire sementi e animali per colonizzare la preistoria. Clinton Chapman a capo di una potente organizzazione industriale, propone di farsi carico della costruzione dei tunnel temporali in tutto il mondo, in cambio dei diritti illimitati per il loro sfruttamento commerciale. Questa possibilità non è ben vista dal Presidente ma sembrerebbe l'unica soluzione per non gettare gli USA e il mondo in una crisi economica.
Nel frattempo, nonostante le precauzioni presi dagli uomini del futuro e le postazioni di artiglieria poste dall'altra parte, due mostri riescono ad attraversare i portali: uno negli Stati Uniti, l'altro in Africa. I mostri sono ermafroditi e presentano peculiari caratteristiche di adattamento; iniziano a deporre centinaia di uova da cui dopo poche ore fuoriescono piccoli mostri assassini. A nulla valgono le perlustrazioni delle forze armate poiché i piccoli alieni scompaiono nel nulla non appena presi di mira con le armi. L'URSS offre agli USA un supporto militare per dare la caccia ai mostri, preoccupato che gli alieni possano dilagare in tutto il mondo.
L'improvviso arrivo di miliardi di profughi sta gettando l'umanità nella confusione, nonostante i viaggiatori del tempo abbiano parzialmente attenuato i disagi facendo passare attraverso il portale derrate alimentari. Jake Billings, un telepredicatore evangelista, sta fomentando le folle per convincere i profughi, atei per tradizione, a sposare la religione cristiana. Le restrizioni economiche imposte dai Governi stanno ulteriormente causando sommosse. Fortunatamente si scopre che i mostri non scompaiono, ma quando presi di mira si trasportano nel passato, facoltà questa appresa dagli embrioni al momento del passaggio attraverso il portale. La minaccia è così sventata e i profughi potranno continuare il viaggio nel Miocene, una volta terminata la costruzione dei portali. Il piano di arricchimento di Clinton Chapman, tuttavia, sarà destinato a fallire poiché, contrariamente con quanto sostengono i suoi scienziati, la tecnologia alla base dei tunnel permette viaggi solo nel passato. Non è escluso che molti abitanti del ventesimo secolo decidano a loro volta di trasferirsi nel Miocene.

## Personaggi
Bentley PriceUn fotoreporter. Saranno le sue fotografie a fornire gli indizi utili per risolvere il mistero della scomparsa dei mostri.
Steve WilsonAddetto stampa della Casa Bianca.
Judy GrayLa segretaria di Steve Wilson con il quale ha una relazione.
Samuel J. HendersonIl Presidente degli Stati Uniti.
Maynard GaleIl portavoce dei profughi dal futuro.
Molly KimballUna giornalista, una delle prime ad intervistare i profughi.
Alice GaleLa figlia di Maynard.
Clinton ChapmanIl capo di una potente organizzazione industriale. Propone di farsi carico della costruzione dei tunnel temporali in tutto il mondo, in cambio dei diritti illimitati per il loro sfruttamento commerciale.
Jake BillingsReverendo evangelista. La sua caparbietà nel tentare, inutilmente, di evangelizzare gli atei profughi del tempo, porterà disordini sociali.
Fyodor MorozovL'ambasciatore dell'Unione Sovietica.

## Edizioni
- (EN) Clifford D. Simak, Our Children's Children 1/2, in Worlds of If, n. 166, UPD Publishing Corporation, giugno 1973.
- (EN) Clifford D. Simak, Our Children's Children 2/2, in Worlds of If, n. 167, UPD Publishing Corporation, luglio 1973.
- (EN) Clifford D. Simak, Our Children's Children, New York, G. P. Putnam's Sons, 1974.
- (PT) Clifford D. Simak, Os Filhos dos Nossos Filhos, traduzione di Eurico Fonseca, Argonauta, n. 210, Lisbona, Livros do Brasil, 1974.
- Clifford D. Simak, Fuga dal futuro, traduzione di Beata della Frattina, Urania, n. 654, Milano, Mondadori, 1974.
- (FR) Clifford D. Simak, Les enfants de nos enfants, traduzione di Claude Saunier, Présence du Futur, n. 192, Parigi, Denoël, 1975.
- Clifford D. Simak, Fuga dal futuro, in Millemondinverno 1981: Tre romanzi completi di Clifford D. Simak, traduzione di Beata della Frattina, Millemondi, n. 20, Milano, Mondadori, 1981.
- Clifford D. Simak, Fuga dal futuro, traduzione di Beata della Frattina, Classici Urania, n. 194, Milano, Mondadori, 1993.
- Clifford D. Simak, Fuga dal futuro, traduzione di Beata della Frattina, I libri di Urania, n. 12, Milano, Mondadori, 1994, ISBN 8804373474.